# 遮断器
遮断器（しゃだんき、英語: circuit breaker）は、電力回路・電力機器などの負荷電流の開閉や異常状態発生時に、仮に電路が短絡状態になっていたとしても安全に回路を開閉できるようにするための器具。開閉器の一種である。
電路上の特別高圧や高圧電路の区分、高圧機器の点検修理や切り換え時に用いられる断路器（disconnecter）とは異なる（断路器は負荷電流の開閉に使用してはならない）。
遮断器はかつてしゃ断器と表記されていた。1981年まで使われていた当用漢字に「遮」の字がなかったためである。現在の表記となったのは、1985年制定の JEC-2300 からのことである。

## 電力用遮断器

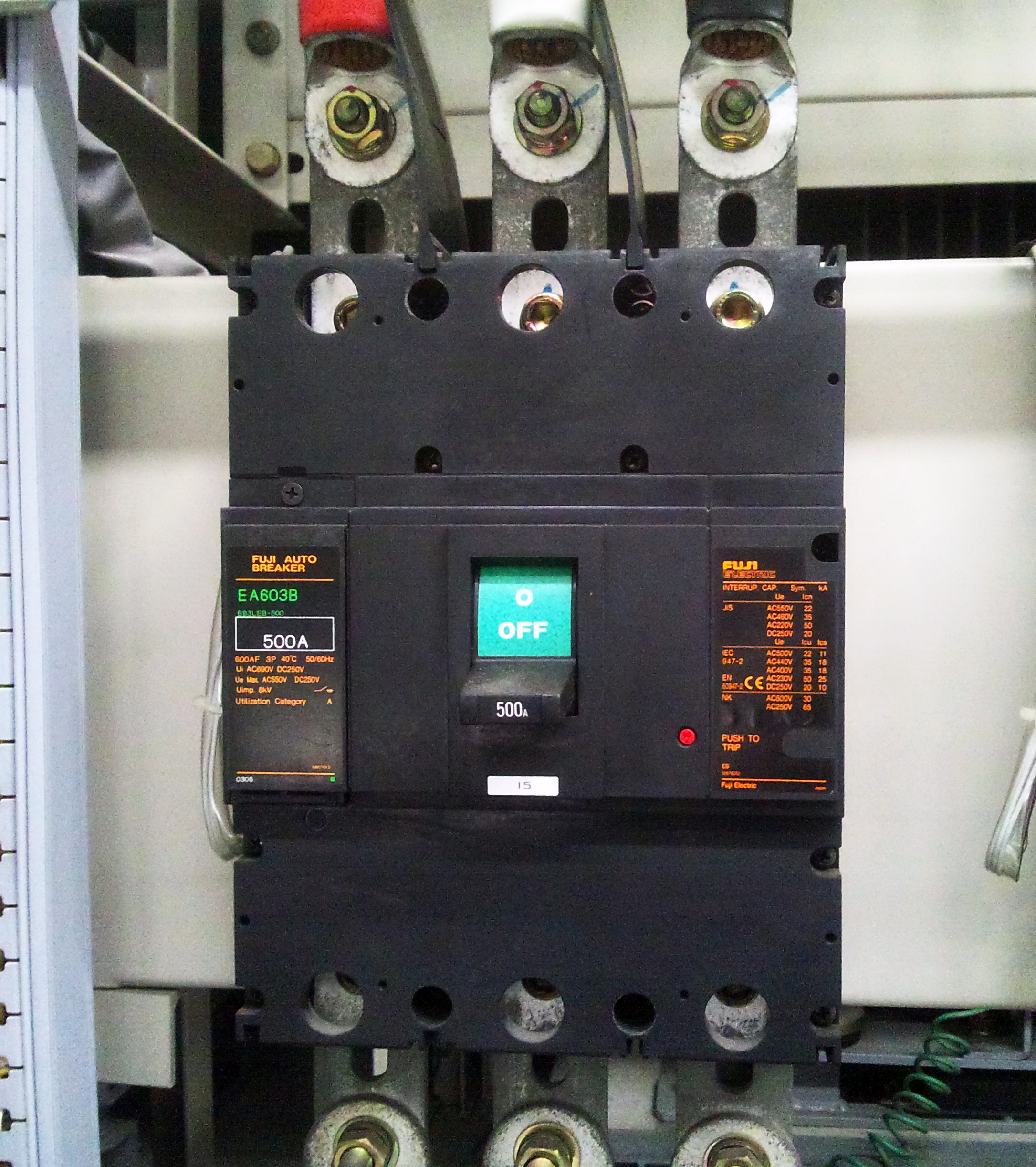
MCCB

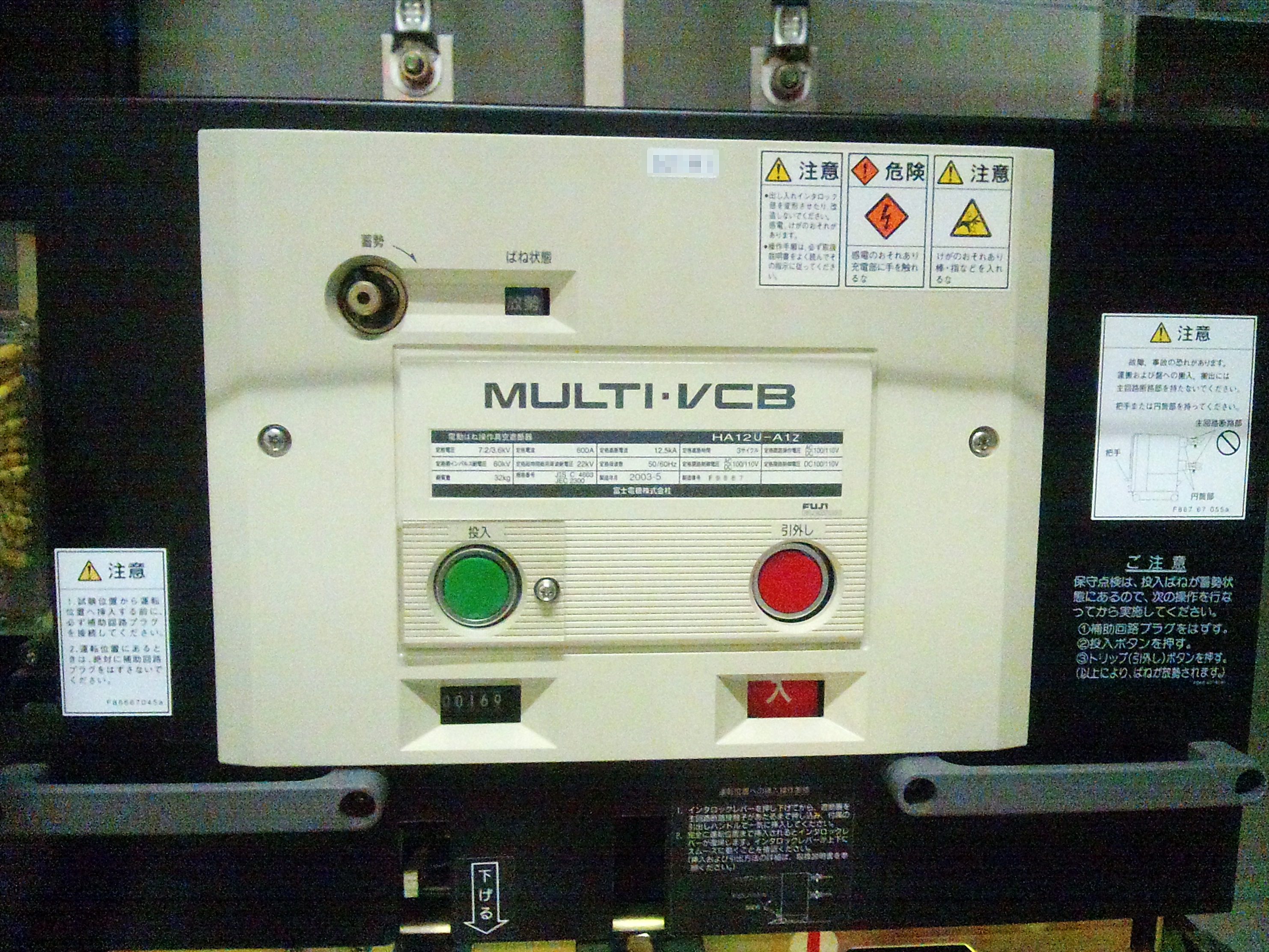
VCB

電力用遮断器は、通常の電流（電路）の開閉のほか、事故による大電流発生時の迅速な回線の切断（遮断）と復旧（投入）、電力系統の安定性確保のために用いられる。

### 低圧用
配線用遮断器（Molded Case Circuit Breaker、略称MCCB）
MCCB（Molded Case Circuit Breaker）は低圧屋内電路の保護を目的としたモールドケースの遮断器で、米国の規格「UL489」に由来しており国際的にも通用する名称である。日本では電灯分電盤用配線用遮断器や住宅用分電盤用配線用遮断器に用いられている。ノーヒューズブレーカ（NFB）ともいうが本来は三菱電機の商品名である。
漏電遮断器（Earth-Leakage Circuit Breaker、略称ELCB）
低圧屋内電路での感電事故や漏電火災防止を目的としたモールドケースの遮断器。
低圧気中遮断器（Air Circuit Breaker、略称ACB）
他の低圧用の遮断器と同じく回路の開閉を大気中で行う機器だが、元来は構造が大きく異なり一般的に金属板に覆われた機器で、旧JIS（JIS C 8372）では「低圧遮断器」として区別されていた。しかし、モールドケースに格納されたものが主流となっており、JISでも他の低圧用の遮断器と同じ規格を適用している。

### 高圧・特別高圧用
油遮断器（Oil Circuit Breaker、略称OCB）
絶縁油中で遮断するもので、当初は接点を開いたときのアークによる油分解によるガスとその圧力で遮断していたが（並切）、火災が多発したため遮断部を絶縁物で囲んでアークを発生させる消弧室方式に移行した。
空気遮断器（AirBlast circuit Breaker、略称ABB）
火災発生の危険を回避するため、絶縁媒体を空気にしたもので、油遮断器と同じく当初は接点を開くだけだったが、アークが空間に広がって火災が多発したため消弧室方式に移行し、高圧空気をアークに一気に吹き付て遮断する方式が出現した。
ガス遮断器（Gas Circuit Breaker、略称GCB）
高圧ガスを吹き付ける遮断器で、機械圧縮室を持つバッファ方式やアーク自体のエネルギーを用いる自力方式、その併用などの方式がある。
真空遮断器（Vacuum Circuit Breaker、略称VCB）
高真空中の高い絶縁耐力と拡散作用を利用した遮断器。
磁気遮断器（Magnetic Blow-out circuit Breaker、略称MBB）

## 鉄道用遮断器
鉄道用の直流遮断器については2006年に国際規格IEC61992が整備され、遮断時間によって3つに分けられている。
- 超高速度遮断器（種別V）
- 高速度遮断器（種別H）
- 準高速度遮断器（種別S）

日本産業規格JIS E 2501にはH1とH2があり、H1はIEC規格対応、H2は従来のJEC規格対応となっている。